# Escuela taller y casa de oficios

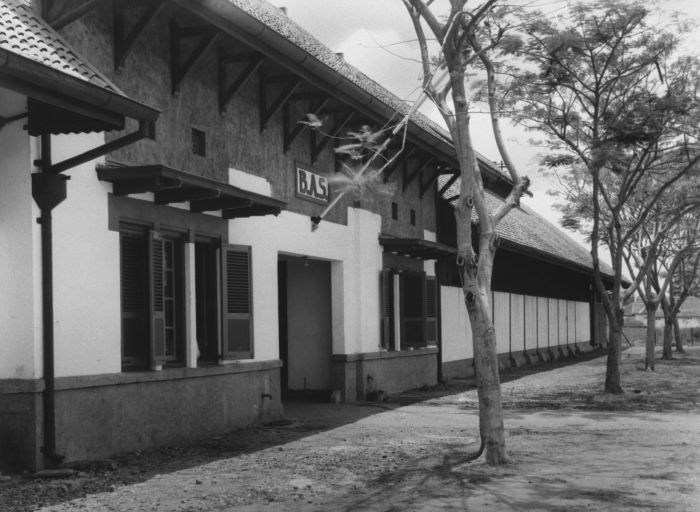
La Escuela de Artesanía Ciudadana del B.A.S.

Escuela taller y casa de oficios son dos modelos de centro de enseñanza teórico-prácticos para personas entre 16 y 25 años que ofrecen los ayuntamientos españoles, con financiación de las otras Administraciones Territoriales, y a disposición de las personas desempleadas.

## Planteamiento sociolaboral
Las Escuelas Taller y las Casas de Oficios constituyen un programa público de empleo-formación que tiene como finalidad la inserción de desempleados jóvenes menores de veinticinco años, a través de su cualificación en alternancia con la práctica profesional, en ocupaciones relacionadas con la recuperación o promoción del patrimonio artístico, histórico, cultural o natural, así como con la rehabilitación de entornos urbanos o del medio ambiente, la mejora de las condiciones de vida de las ciudades, así como cualquier otra actividad de utilidad pública o de interés general y social que permita la inserción a través de la profesionalización y experiencia de los participantes.
En las Escuelas Taller, la duración de las enseñanzas es de dos años, divididos en: seis meses durante los cuales los alumnos tendrán clases prácticas y teóricas, además de un profesor/a de apoyo para reforzar la lectoescritura. Después tendrán  dieciocho meses para desarrollar un proyecto que la Escuela Taller previamente ha presentado, supervisados por los Monitores Docentes. Por su parte, en las Casas de Oficios la duración de las enseñanzas es de doce meses, divididos en seis meses de prácticas y seis meses para desarrollar el proyecto, supervisados por los Monitores Docentes.  

### Historia
El origen de este programa formativo puede situarse en 1985, siendo ministro de Trabajo Joaquín Almunia, y como resultado de una reunión con el entonces alcalde de Valladolid, Tomás Rodríguez Bolaños, acudiendo a dicha reunión también José María Pérez “Peridis”. Allí se gestó la idea de crear las Escuelas Taller como plataformas de formación teórico-práctica para alumnos de entre 16 y 25 años. Como primer fruto, se empezó a rehabilitar el Monasterio de Santa María la Real, en Aguilar de Campoo.
Ha tenido una paulatina expansión territorial, e incluso desde 1990 la Cooperación Española ha adaptado este modelo a su ámbito de actuación, con un especial foco en la región de América Latina y el Caribe.

### Entidades promotoras
- Entes Públicos de la Administración General del Estado y de las Comunidades Autónomas.
- Entidades Locales.
- Consorcios.
- Asociaciones, fundaciones y otras entidades sin ánimo  de lucro.
- Agencia Española de Cooperación Internacional para el Desarrollo.

### Enseñanzas
Los proyectos de Escuelas Taller constan de una primera etapa de carácter formativo de iniciación y otra etapa de formación en alternancia con el trabajo y la práctica profesional.
Las enseñanzas teóricas se centran en la obtención (para quien no lo posea) del título académico de graduado en educación secundaria obligatoria con cierto número de clases a la semana, y el resto se dedica, al aprendizaje de un oficio tradicional como pueden ser:cantería,  carpintería, herrería, albañilería, forja, encofrado, pintura, jardinería o cocina. Cabe destacar que en cada población, dichas escuelas son las que realizan (bajo la supervisión de un director y un monitor) las tareas y obras de bien común o social como restauración o rehabilitación de edificios históricos o públicos, reparación y conservación de señales de tráfico, alcantarillado, y mantenimiento.

#### Etapas del proyecto
- Primera etapa de seis meses, los alumnos reciben formación profesional para el empleo. Durante esta etapa tienen derecho a una beca, que es incompatible con trabajar por cuenta propia o ajena.
- Segunda etapa los alumnos son contratados por la entidad promotora con un contrato para la formación y el aprendizaje y perciben las retribuciones que les corresponda según la normativa vigente, habitualmente el 75% del SMI (Salario Mínimo Interprofesional) establecido.

#### Acceso y requisitos
La selección la realizan grupos de trabajo mixto entre la Entidad Promotora y los Servicios de Empleo de la comunidad autónoma correspondiente, y los requisitos para ser beneficiario son los siguientes:
- Estar en el rango de edades exigidas (entre 16 y 25 años),
- Estar en desempleo inscrito como tal en la Oficina de Empleo.

### Casas de oficios
Los proyectos de Casas de Oficios constarán de una primera etapa formativa de iniciación y otra segunda de formación en alternancia con el trabajo y la práctica profesional. La duración de ambas etapas será de seis meses.

### Talleres de empleo
A diferencia de las Escuelas Taller y las Casas de Oficios, los talleres de empleo se configuran como un programa para los desempleados de veinticinco o más años. Tendrán una duración mínima de seis meses y máxima de un año.